# Вила д'Адиђе (Ровиго)
Вила д'Адиђе је насеље у Италији у округу Ровиго, региону Венето.
Према процени из 2011. у насељу је живело 758 становника. Насеље се налази на надморској висини од 10 м.